# Tanjung Tani
Tanjung Tani is een bestuurslaag in het regentschap Nganjuk van de provincie Oost-Java, Indonesië. Tanjung Tani telt 5990 inwoners (volkstelling 2010).